# Кіта білокрила
Кіта білокрила (Urocissa whiteheadi) — вид горобцеподібних птахів родини воронових (Corvidae).

## Назва
Наукова назва виду whiteheadi є даниною пам'яті англійському досліднику Джону Вайтгеду (1860—1899).

## Поширення
Вид поширений на півночі В'єтнаму, північному сході Лаосу та на півдні Китаю. Середовищем проживання цих птахів є субтропічні вічнозелені рівнинні ліси, як первинні, так і вторинні: ці птахи без особливих проблем заселяють навіть території, що межують з обробленими площами та посівами.

## Підвиди
Визнано два підвиди:
- Urocissa whiteheadi whiteheadi Ogilvie-Grant — ендемік острова Хайнань;
- Urocissa whiteheadi xanthomelana (Delacour, 1927) — решта ареалу.

## Опис
Птах має довжину 43-46 см, вагу 200 г. Це птахи з масивним і міцним виглядом, оснащені великою головою овальної форми, сильним конічним дзьобом, пальчастими крилами і хвостом такої ж довжини, як тулуб. На голові, грудях, верхній частині живота і спині оперення коричнево-чорне, підхвістя і оперена частина ніг білуваті. Білим також є пір'я крупу (з чорнуватою основою), кінчики хвостового пір’я, другорядні махові пір’я та кінчики криючих, що утворюють характерний подвійний чорно-білий візерунок на крилах, які в решті частина чорні, як і хвіст. Дзьоб, а також ноги і кільце навколо очей жовто-помарнчевого кольору, очі червонувато-коричневого кольору.